# SIAGUA
SIAGUA es el Sistema de Información sobre el Agua continental en España e Iberoamérica. Su origen se remonta al año 2001, año en el cual fue impulsado y promocionado por la Conferencia Iberoamericana de Directores del Agua (CODIA)

## Origen
SIAGUA se concibe para desarrollar un instrumento útil y eficaz de intercambio de información, conocimiento, tecnologías y experiencias de gestión sobre los recursos hídricos en los países iberoamericanos a través de Internet.

## Organización
SIAGUA es un sistema abierto y descentralizado, apoyado en Puntos Focales Nacionales (PFN), que actúan como sistemas nacionales de información y con un Punto Focal Internacional (PFI), encargado de organizar la red.
El Punto Focal Internacional de SIAGUA, es España; mientras que los Puntos Focales Nacionales son: Argentina, Bolivia, Brasil, Chile, Colombia, Costa Rica, Cuba, Ecuador, El Salvador, España, Guatemala, Honduras, México, Nicaragua, Panamá, Paraguay, Perú, Portugal, República Dominicana, Uruguay y Venezuela.

## Objetivos
SIAGUA tiene como objetivos:
- Incorporar a los países a un marco de referencia de acción común para la toma de decisiones y la gestión integral de los recursos hídricos.

- Fomentar la implementación de un Sistema de Información sobre el Agua en cada país iberoamericano y conectarlos en una red con información estructurada, fiable y oportuna, para diversos sectores de la sociedad.

- Promover la educación de la comunidad iberoamericana en el uso sostenible del agua y favorecer su participación en la gestión y planificación de los recursos hídricos.

- Establecer nuevos mecanismos de cooperación en Iberoamérica en relación con la transferencia de tecnología y conocimiento, así como la distribución de información y documentación en el ámbito de la gestión sostenible de los recursos hídricos

## Estructura
SIAGUA se estructura en diferentes secciones, coordinadas cada una de ellas por representantes del PFI y de los PFN, que forman la red SIAGUA.
Estas secciones son: 
- Fenómenos extremos
- Indicadores y estadísticas
- Legislación
- Recursos Hídricos Transfronterizos
- Eficiencia Hídrica
- Educación y Cultura del Agua
- Cartografía Digital
- Proyectos de Cooperación
- Cambio Climático
- Gobernabilidad
- Foros institucionales
- Plan de Formación de la CODIA